# Насалик Ігор Степанович
І́гор Степа́нович Наса́лик (25 листопада 1962 , Олександрія, Кіровоградська область ) — український політик, народний депутат III, IV і VIII скликань, ексміністр енергетики і вугільної промисловості. Тричі був міським головою Калуша на Івано-Франківщині.

## Життєпис
Народився 25 листопада 1962 року в Олександрії Кіровоградської області (нині Україна. Дитинство минуло в Рогатині (Івано-Франківська область).
1989 закінчив фізичний факультет Львівського університету ім. Франка (інженер оптоелектронних систем).
- 1980—1985 — студент Львівського університету.
- 1985—1987 — служба в армії.
- серпень 1987 — серпень 1988 — водій Рогатинського АТП 12640.
- 1988—1989 — студент Львівського університету.
- 1990—1992 — провідний спеціаліст Центру мікроелектроніки, Ульяновськ.
- Лютий 1992 — червень 1993 — радник директор з економічних питань МП «Корона», Львів.
- Серпень 1993 — травень 1995 — радник з економічних питань МП «Сапфір», місто Рогатин.
- Травень 1995 — травень 1997 — президент промислово-виробничої корпорації «Техноінвестцентр».
- Травень 1997 — березень 1998 — президент промислово-виробничої корпорації «Техно-Центр».

## Політика
З березня 1998 по квітень 2002 — Народний депутат України 3-го скликання. Голова підкомітету з питань нафтової промисловості і нафтозабезпечення Комітету з питань паливно-енергетичного комплексу, ядерної політики та ядерної безпеки.
З квітня 2002 по березень 2005 — Народний депутат України 4-го скликання, обраний по виборчому округу № 86, Івано-Франківська область. Голова підкомітету з питань нафтової промисловості та нафтопродуктозабезпечення Комітету з питань паливно-енергетичного комплексу, ядерної політики та ядерної безпеки.
Діяльність позначена кількома переходами по фракціях:
- Фракція «Наша Україна» 15 травня 2002 — 10 грудня 2002
- Фракція «Регіони України» 20 червня 2003 — 14 травня 2004
- Фракція Української Народної Партії 16 березня 2005 — 29 листопада 2005
- Фракція Блоку Юлії Тимошенко — з 2 грудня 2005 — 12 січня 2006

Був міським головою міста Калуша Івано-Франківської області.
З 10 квітня 2011 року — голова Політичної Ради Української партії.
Набрав найбільше голосів на дострокових виборах до ВРУ 26 жовтня 2014. З листопада 2014 року по квітень 2016 року — народний депутат України від партії «Блок Петра Порошенка», заступник голови Комітету Верховної Ради України з питань паливно-енергетичного комплексу, ядерної політики та ядерної безпеки.
Під час збройного конфлікту на Сході, згідно з власними словами, брав участь у звільненні полонених. З 14 квітня 2016 року обіймав посаду Міністра енергетики та вугільної промисловості України. Під час перебування на посаді Міністра відстоював право Міністерства вести торгівлю з тимчасово окупованими територіями Донецької та Луганської областей, стверджуючи, що «ми не торгуємо з окупантами, ми обмінюємося товарами». Також під час його каденції висувалися проєкти з погашення споживчих боргів ОРДЛО коштом державного бюджету.
На позачергових парламентських виборах 2019 року Ігор Насалик висунув свою кандидатуру на одномандатному виборчому окрузі № 85 (Івано-Франківська область) шляхом самовисування.

## Розслідування

### Звинувачення у недостовірному декларуванні статків
Насаликові інкримінують неправдиве декларування (ст. 366-1 ККУ). За даними слідства, Ігор не задекларував дані про фінансові зобов'язання на 1,25 млн $ у 2015, 2016, 2017 і 2018 роках, 9 липня 2019 йому було повідомлено про підозру.

### Звинувачення у зловживанні службовим становищем
Насалик звинувачується у зловживанні службовим становищем (ч. 2 ст. 364 КК України). За даними слідства, за вказівкою Насалика, тодішнього міністра енергетики та вугільної промисловості України, його підлеглий, керівник департаменту Міненерговугілля, укладав завідомо збиткові для держави угоди. Серед іншого, посадовці штучно "списували" партнерам борги за експлуатацію державного майна. Як стверджує слідство, протягом 2017-2020 років сума недоотриманих бюджетом надходжень сягнула 1,488 млрд грн. 1 лютого 2023 року ДБР оголосило Насалику про підозру. У березні 2025 року справу було передано до суду.

## Сім'я
Разом з дружиною, громадянкою Росії, Насалик Гузял Есгатівною, виховують двох синів Максима (1992 р.н.) та Ігоря (1998 р.н.).
Брат Насалик Сергій Степанович (1974 р.н.), бізнесмен, міський голова Рогатина.

## Нагороди
- Лицарський хрест ордена святого Григорія Великого (Ватикан, 23 березня 1999)[15]